# گروه بی‌پی‌آی
گروه بی‌پی‌آی (انگلیسی: BPI Groupe) شرکت خدمات مالی و بانکداری فرانسوی است، که در سال ۲۰۱۲ تأسیس شد.